# Kortstaartlantaarnhaai
De kortstaartlantaarnhaai (Etmopterus brachyurus) is een vis uit de familie Etmopteridae (volgens oudere inzichten de familie Dalatiidae) en behoort in elk geval tot de orde van doornhaaiachtigen (Squaliformes). De vis kan een lengte bereiken van 50 centimeter.

## Leefomgeving
De kortstaartlantaarnhaai is een zoutwatervis. De vis prefereert diep water en leeft hoofdzakelijk in de Grote Oceaan. De soort komt voor op dieptes tussen 451 en 900 meter.

## Relatie tot de mens
De kortstaartlantaarnhaai is voor de visserij van geen belang. In de hengelsport wordt er weinig op de vis gejaagd.